# James Yorke Scarlett
James Yorke Scarlett (1799-1871) est un général britannique connu pour son rôle pendant la guerre de Crimée et notamment lors de la bataille de Balaklava, où il dirige la brigade lourde de la cavalerie.

## Biographie
James York Scarlett naît en 1799 et est le deuxième fils de James Scarlett, baron d’Abinger. Il devient cornet, c’est-à-dire porte étendard du 18th Hussard en 1818, ce rang, comme ceux qui suivront dans sa carrière, ayant été acheté. Il entre ainsi en 1830 au 5th Dragoon Guard, dont il devient lieutenant-colonel en 1840.
Il ne participe à aucun conflit jusqu’à la guerre de Crimée, durant laquelle il se révèle à la bataille de Balaklava. Les autres commandants britanniques présents sur le champ de bataille sont pour la plupart aussi inexpérimentés que lui, mais Scarlett est le seul à reconnaître cette faiblesse et à s’entourer d’assistants compétents, ce qui lui permet de mettre en échec la cavalerie de Ryzhov. Après le rappel en Angleterre de George Bingham, Scarlett est promu major général et prend le commandement de l’ensemble des forces de cavalerie. Des problèmes de santé l’obligent toutefois à rentrer chez lui en octobre 1855.
À son retour il est fait chevalier commandeur de l’Ordre du Bain et est promu adjudant-général, chargé de la cavalerie de Whitehall. Il devient quelques années plus tard, en 1862, lieutenant général et reçoit en 1865 le commandement de la garnison d'Aldershot.
Scarlett meurt en 1871, après avoir été élevé au rang de chevalier grand-croix de l’Ordre du Bain.